# Thrixspermum laurisilvaticum
Thrixspermum laurisilvaticum là một loài thực vật có hoa trong họ Lan. Loài này được (Fukuy.) Garay miêu tả khoa học đầu tiên năm 1972.